# Pro Beach Soccer
Pro Beach Soccer, anche conosciuto come Ultimate Beach Soccer in Nord America, è un videogioco di beach soccer pubblicato nel 2003 dalla DreamCatcher Interactive (nel Nord America) e Wanadoo (in Europa) per Game Boy Advance, Xbox, PlayStation 2 e PC.

## Modalità di gioco
Nel videogioco è possibile giocare un'amichevole o un torneo di beach soccer.

### Squadre
| - Argentina - Australia - Belgio - Brasile - Camerun - Canada - Corea del Sud - Danimarca |  | - Francia - Germania - Giamaica - Giappone - Inghilterra - Irlanda - Italia - Messico |  | - Nigeria - Norvegia - Paesi Bassi - Perù - Portogallo - Scozia - Spagna - Sudafrica |  | - Svezia - Svizzera - Thailandia - Turchia - Emirati Arabi Uniti - Uruguay - Stati Uniti - Venezuela |

## Accoglienza
Steve Boxer di The Guardian ha assegnato al gioco 3/5, descrivendolo come "ridicolmente semplice e privo di sottigliezza se paragonato a giochi di calcio in piena regola come Pro Evolution Soccer" ma con un potenziale interesse per coloro che "cercano intrattenimento istantaneo a pezzi". Russell Garbutt della rivista Xbox Nation è stato meno positivo, criticando le animazioni del gioco come "rigide, a scatti e semplicemente non avvincenti" e i controlli come "goffi e poco reattivi", assegnato un punteggio di 3/10.